# Acque di primavera (film 1989)
Acque di primavera è un film del 1989 diretto da Jerzy Skolimowski e tratto dall'omonimo racconto di Ivan Turgenev.
Fu presentato in concorso al 42º Festival di Cannes.

## Trama
Il giovane russo Dimitri Sanin proprietario terriero, sta compiendo un viaggio in Germania, quando conosce una ragazza di origine italiana, Gemma Rosselli, che gestisce insieme alla famiglia una piccola pasticceria in una città di provincia. La ragazza è già fidanzata ma tra lei e Dimitri nasce presto un tenero amore. Gemma rompe allora il fidanzamento e accetta con entusiasmo di sposare Sanin. Dimitri, che non è ricco, decide di vendere la sua proprietà alla ricchissima Maria Nicolaievna, la moglie del principe Polozof, suo amico. Maria, dopo un'infanzia misera è stata riconosciuta come figlia legittima dal ricchissimo padre morente, e ne ha quindi ereditato l'immenso patrimonio, ma è rimasta segnata dalle umiliazioni subite.